# Comté de Rush (Indiana)
Pour les articles homonymes, voir Comté de Rush.
Le comté de Rush  est un comté de l'État de l'Indiana, aux États-Unis. Il comptait 18 261 habitants en 2000. Son siège est Rushville.